# Sulphur (Oklahoma)
Sulphur település az Amerikai Egyesült Államok Oklahoma államában, Murray megyében, melynek megyeszékhelye is. Lakosainak száma 5065 fő (2020. április 1.).

## Népesség
A település népességének változása:

| 2010 | 4 929 |
| 2020 | 5 065 |